# Anna Siemer

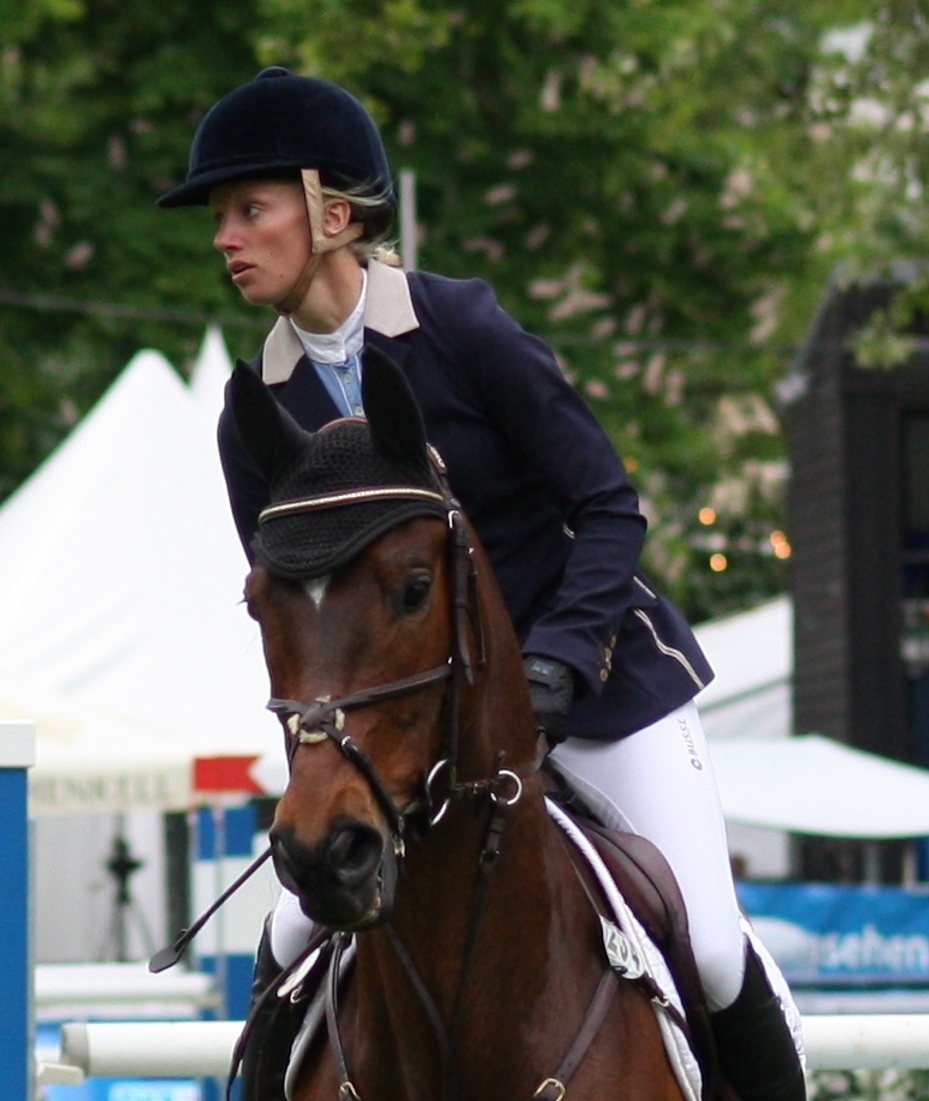
Anna Siemer, 2013

Anna Siemer, geb. Junkmann (geboren am 16. Februar 1983 auf Norderney) ist eine deutsche Vielseitigkeitsreiterin.

## Leben
Sie wurde am 16. Februar 1983 als Anna Junkmann auf Norderney geboren. Sie wuchs in der Nähe von Vechta in Bakum-Hausstette auf. Sie begann als Kind auf einem Shetlandpony zu reiten und absolvierte bereits als Dreijährige die ersten Reiterwettbewerbe.
12-jährig stieg sie in den Ponysport ein und nahm 1996 am Bundesnachwuchschampionat und der Goldene Schärpe, dem Deutschlandpreis der Ponyreiter, teil. 1997 gewann sie Bronze bei den DM und nahm an Pony-Europameisterschaften teil. 1998 gewann sie bei der Pony-EM mit der Equipe Gold und Silber in der Einzelwertung und wurde mit Vilano Deutsche Vizemeisterin in ihrer Altersklasse. 1999 erreichte sie den dritten Platz bei den Deutschen Meisterschaften der Ponyreiter.
Auf den Pferden Esparto und Cancun 2 war sie bei den Jungen Reitern erfolgreich. Sie absolvierte ab 2002 in Warendorf eine Ausbildung zur Pferdewirtin und anschließend eine weitere zur Sport- und Fitnesskauffrau.
2009 machte sie sich in Luhmühlen mit einem eigenen Stalltrakt selbstständig. 2010 heiratete sie Christian Siemer. Sie ist Pferdwirtschaftsmeisterin und Co-Bundestrainerin der Vielseitigkeit bei den deutschen Ponyreitern. Anna Siemer vertrat Deutschland beim FEI Nations Cup 2015 und 2019.
2021 startete sie als einzige Deutsche im CCI 5*-L in Kentucky mit ihrer Hannoveranerstute FRH Butt's Avondale und beendete die Prüfung erfolgreich auf Platz 30. Anna Siemer bildete die 2007 geborene Avondale selber aus.
Sie betreibt in Luhmühlen einen Turnier- und Ausbildungsstall.

## Erfolge
- Europameisterschaften
  - 2021 Europameisterschaften Avenches/SUI mit Butt's Avondale, Teamsilber und Einzel Rang 17[4]
  - 2019 Europameisterschaften Luhmühlen  Butt’s Avondale, Einzel Rang 13[5]

- Europameisterschaften der Jungen Reiter
  - 2004 Europameisterschaften der Jungen Reiter Barroca d’Alva  auf „Cancun 2“ Teamgold und Einzelsilber
  - 2003 Europameisterschaften der Jungen Reiter Bialy Bor  auf „Cancun 2“ mit der Equipe Platz 2
  - 2002 Europameisterschaften der Jungen Reiter C2* Wiendorf Dienslhof  mit „Esparto“, Einzel Platz 9